# Sciara unicorn
Sciara unicorn är en tvåvingeart som beskrevs av Garrett 1925. Sciara unicorn ingår i släktet Sciara och familjen sorgmyggor.
Artens utbredningsområde är British Columbia. Inga underarter finns listade i Catalogue of Life.